# Crinorus projectus
Crinorus projectus (лат.) — вид прыгающих насекомых из семейства цикадок (Cicadellidae) трибы Coelidiini. Единственный представитель рода Crinorus.
Встречается в Южной Америке. Длина 6-7 мм. Скутеллюм крупный, его длина больше длины пронотума. Голова мелкая, слегка уже пронотума; лоб короткий и широкий. Глаза и оцеллии относительно крупные; глаза субшаровидные. Клипеус длинный и узкий. Эдеагус длинный и узкий. Сходны по габитусу с Lodia, отличаясь деталями строения гениталий.